# Hurakan Condor
Hurakan Condor és una atracció de caiguda lliure situada al parc temàtic PortAventura Park; concretament a la zona de Méxic.
Aquesta atracció fa 100 metres d'alçada, tot i que la caiguda lliure en són 86. L'atracció té una capacitat màxima de 20 persones (5 mòduls de 4 seients) i 650 persones per hora. Hi ha tres mòduls en què es cau assegut: dos a 90° (mòduls 1 i 2) i un més amb la diferència que aquest s'inclina 15º (mòdul 5). En dos mòduls més es cau dret (mòduls 3 i 4); s'inclinen 15º tots dos. El temps de caiguda lliure és d'uns tres segons i s'arriba a una velocitat màxima de 115 km/h.